# Twenty
Twenty è il nono album in studio del gruppo musicale southern rock statunitense Lynyrd Skynyrd, pubblicato nel 1997.

## Tracce
1. We Ain't Much Different – 3:44
2. Bring It On – 4:56
3. Voodoo Lake – 4:37
4. Home Is Where the Heart Is – 5:26
5. Travelin' Man – 4:05
6. Talked Myself Right Into It – 3:25
7. Never Too Late – 5:18
8. O.R.R. – 4:16
9. Blame It on a Sad Song – 5:35
10. Berneice – 4:01
11. None of Us Are Free – 5:23
12. How Soon We Forget – 4:50
13. Sign of the Times (Japan Bonus track) – 3:44

## Formazione
- Johnny Van Zant - voce
- Gary Rossington - chitarra
- Rickey Medlocke - chitarre, dobro, cori
- Leon Wilkeson - basso
- Billy Powell - piano, organo Hammond
- Hughie Thomasson - chitarre, cori
- Owen Hale - batteria, percussioni
- Ronnie Van Zant - voce in Travelin' Man